# Stekli psi
Stekli psi (angleško Reservoir Dogs) je ameriški neodvisni kriminalni film iz leta 1992, ki ga je režiral in zanj napisal scenarij Quentin Tarantino, za katerega je to debitantski celovečerec. V glavnih vlogah nastopajo Harvey Keitel, Tim Roth, Chris Penn, Steve Buscemi, Lawrence Tierney, Michael Madsen, Tarantino in Edward Bunker kot tatovi diamantov, katerih načrtovani rop prodajalne z nakitom se močno ponesreči. Film prikazuje dogodke pred in po ropu. V stranskih vlogah nastopijo tudi Kirk Baltz, Randy Brooks in Steven Wright. Film vključuje mnoge elemente, ki so kasneje postali Tarantinov zaščitni znak, nasilne zločine, reference na pop kulturo, preklinjanje in nelinearno naracijo.
Velja za klasiko neodvisnega filma in tudi za kultni film, revija Empire ga je celo razglasila na najboljši neodvisni film vseh časov. Kljub polemikam zaradi nazornega prikaza nasilja in preklinjanja je bil film deležen dobrih ocen kritikov, posebej so pohvalili igralsko zasedbo. Tudi brez agresivne promocije je bil film finančno uspešen in v ameriških kinematografih prinesel 2,8 milijona $ ob 1,2 milijonskem proračunu, še bolj pa je bil uspešen v Združenem kraljestvu, kjer je prinesel 6,5 milijona £. Še večjo priljubljenost je dosegel po uspehu naslednjega Tarantinovega filma Šund leta 1994. Izdali so tudi album s filmsko glasbo, ki je predvsem iz 1970-tih.

## Vloge
- Harvey Keitel as g. Beli/Larry Dimmick
- Tim Roth as g. Oranžni/Freddy Newandyke
- Michael Madsen g Mr. Blond/Vic Vega
- Chris Penn kot »Nice Guy« Eddie Cabot
- Steve Buscemi kot g. Roza
- Lawrence Tierney kot Joe Cabot
- Randy Brooks kot Holdaway
- Kirk Baltz kot Marvin Nash
- Edward Bunker kot g. Modri
- Quentin Tarantino kot g. Rjavi
- Rich Turner kot 1. šerif
- David Steen kot 2. šerif
- Steven Wright kot K-Billy DJ (glas)